# Ignacio Jeraldino
Ignacio Alejandro Jeraldino Jil (* 6. Dezember 1995 in Llaillay) ist ein chilenischer Fußballspieler. Der Stürmer bestritt vier Länderspiele für die chilenische Fußballnationalmannschaft.

## Karriere

### Verein
Ignacio Jeraldino, auch Nacho genannt, begann seine Profikarriere 2011 bei Unión San Felipe, wo er im Alter von 15 Jahren debütierte, und wechselte nach guten Leistungen 2014 nach Europa zum AC Parma. Durch die Insolvenz des italienischen Klubs wurde die Leihe im Februar 2015 vorzeitig beendet. Im Juli 2015 wurde er für ein Jahr an Erstligist Unión La Calera verliehen. Nach der Rückkehr zu Unión San Felipe spielte er zwei weitere Jahre für das Team und wechselte 2017 zu Audax Italiano. Jeraldino schloss sich zur Saison 2020 dem mexikanischen Klub Atlas Guadalajara an, bei dem er ein Jahr blieb und dann zu Konkurrent Santos Laguna wechselte.
Im Juni 2022 wurde er zurück in sein Heimatland an Coquimbo Unido verliehen und im Folgejahr nach Spanien zu Sporting Gijón. Bei Gijón unterschrieb Jeraldino nach seiner Leihe einen Vertrag über drei Jahre. Dieser wurde im Januar 2024 im gegenseitigen Einvernehmen aufgelöst. Rund eine Woche später gab er seine Rückkehr zu Audax Italiano bekannt. Im Januar 2025 kam es zu Unstimmigkeiten mit der Klubführung, die ihm einen Wechsel nach Argentinien verweigerte und als Druckmittel vom Mannschaftstraining ausschloss. Dies mündete schließlich im Februar 2025 in der Vertragsauflösung und seinem Wechsel zum Ligakonkurrenten Unión Española.

### Nationalmannschaft
Jeraldino debütierte im September 2018 für die A-Nationalmannschaft beim Freundschaftsspiel gegen Südkorea, als er in der 58. Spielminute für Diego Rubio eingewechselt wurde. Bis September 2019 kam er in drei weiteren Freundschaftsspiel als Einwechselspieler zum Einsatz.
Bereits 2015 hatte er mit der U20-Nationalmannschaft an der U20-Südamerikameisterschaft teilgenommen.

## Sonstiges
Sein Zwillingsbruder Juan Jeraldino war ebenfalls Profifußballspieler. Ignacio Jeraldino hat neben dem chilenischen einen italienischen Pass.